# 산드로 바자제
산드로 메라비스 제 바자제(조지아어: სანდრო მერაბის ძე ბაზაძე, 1993년 7월 19일~)는 조지아의 펜싱 선수로 주 종목은 사브르이다. 2016년과 2020년 하계 올림픽에 참가했으며 세계 선수권 대회에서 동메달 1개를 획득했다. 2023년에는 남자 사브르 세계 랭킹 1위에 오르기도 했다.

## 개인사
가족들도 펜싱인이며 아버지인 메라브는 조지아 펜싱 연맹의 회장을 지냈다. 형인 베카도 펜싱 선수로 활동했다.